# ミネルバ (企業)
株式会社ミネルバ（英: Minerva Co.,Ltd.）は、東京都渋谷区に本社をおく、人材採用、人材育成のコンサルティングを行う企業。
また「ワークライフバランスプログラム」という、仕事で成果を出すための教育・研修プログラムだけでなく、経営者と従業員個人のライフデザイン・ライフプランの実現をサポートするためのサービスを提供している。

## 概要
2003年9月にミネルバ社会保険労務士事務所を設立。個人のライフプランの支援から中小企業の人事・労務コンサルティングを行う。
2010年12月に設立に株式会社ミネルバを設立。経営者視点、従業員視点の両輪からのアプローチを狙い、強い組織制を構築し、女性ならではの視点から誰もがイキイキと働ける企業環境を実現している
。
人材採用から人材育成研修のコンサルティングやセミナーを行う。

## 関連会社
- ミネルバ社会保険労務士事務所